# Euros Bowen
Euros Bowen (1904-1988) fue un poeta de la lengua galesa. 
Fue el hermano del poeta Geraint Bowen. Nacido en Treorchy en el valle Rhondda, asistió al Colegio Presbiteriano en Carmarthen y después a la Universidad de Gales y la Universidad de Oxford. Inicialmente se hizo clérigo anglicano en Llangywer y eventualmente se hizo Rector de Llanuwchllyn en Merionethshire. Se jubiló en Wrexham.
Ganó la Corona Bardo en la Eisteddfod Nacional de Gales en 1948 por O'r Dwyrain y la Silla en 1950 por Difodiant.
Dirigió la revista literaria Y Fflam entre 1946 y 1952.

## Obra
- Oes y Medwsa (1987)
- Lleidr Tân
- Buarth Bywyd
- Trin Cerddi